# Alasmidonta varicosa
Alasmidonta varicosa é uma espécie de bivalve da família Unionidae.
Pode ser encontrada nos seguintes países: Canadá e nos Estados Unidos da América.